# Cmentarz ewangelicko-augsburski w Białymstoku przy ul. Wasilkowskiej
Cmentarz ewangelicko-augsburski w Białymstoku przy ul. Wasilkowskiej – dawny cmentarz ewangelicko-augsburski, położony przy obecnej ulicy Wasilkowskiej w Białymstoku. Był to jeden z czterech istniejących przed II wojną światową w Białymstoku cmentarzy tej religii. Obecnie na części jego terenu znajduje się lapidarium, powstałe w latach 90. XX wieku.

## Historia
Po utworzeniu w 1795 roku z części ziem Podlasia prowincji Prusy Nowowschodnie zaczęli do niej napływać pruscy osadnicy, których liczbę szacuje się na ponad 3000 osób (najwięcej osiedliło się w Białymstoku, Knyszynie i Zabłudowie). W 1803 roku przeniesiono siedzibę gminy kalwińsko-luterańskiej z Zabłudowa do Białegostoku, jednak aż do 1829 roku protestanci nie mieli własnej świątyni, między innymi z powodu przejęcia w 1807 roku Białostocczyzny przez Rosję (obwód białostocki). Kościół, plebania oraz szkoła powstały na terenie dawnego browaru dworskiego, usytuowanego przy obecnej ulicy Warszawskiej. Po 1832 roku nastąpił duży napływ ludności niemieckiej do Białegostoku, w związku z ogłoszonymi przez rząd rosyjski preferencyjnymi warunkami osiedlania się fabrykantów i włókienników na terenie Imperium. Pod koniec lat 50. XIX wieku osoby wyznania ewangelickiego w Białymstoku stanowiły 5% ówczesnej ludności miasta (700 na 14 000 mieszkańców), rosnąc do 5,6% w roku 1891.
Pierwszy nieformalny cmentarz ewangelicki powstał już 1796 roku, a w 1803 roku został on formalnie zatwierdzony. W 1814 roku otwarto nowy cmentarz, usytuowany u zbiegu dzisiejszych ulic Młynowej i Pięknej, który jednak został zamknięty pod koniec XIX wieku z powodu powstania na pobliskich terenach targowiska (Rynek Sienny). W 1890 roku otwarto więc kolejny cmentarz, położony przy obecnych ulicach Wasilkowskiej i Generała Stanisława Sosabowskiego. Plac cmentarny miał kształt wydłużonego prostokąta z krótszym bokiem przylegającym do ulicy Wasilkowskiej i podzielony był na 22 kwatery z rzędowym układem grobów, pomiędzy którymi zasadzono szpalery drzew. Prowadzącą do cmentarza główną aleję, wytyczoną prostopadle do ulicy Wasilkowskiej, obsadzono klonami, dębami i kasztanami. Przy głównym wejściu znajdowały się stróżówka i kaplica cmentarna. Na cmentarzu pochowani zostali przedstawiciele najważniejszych ewangelickich białostockich rodzin, m.in. Hasbachów, Buchholtzów, Flakierów i Commichau.
W trakcie II wojny światowej i po niej nieużytkowany cmentarz został zdewastowany. Szczególne zniszczenia, przekształcenia i zmniejszenie jego rozmiaru spowodowała budowa w pobliżu osiedla mieszkaniowego. W 1989 roku opracowano koncepcję zagospodarowania fragmentu terenu dawnego cmentarza w formie lapidarium. Prace, sfinansowane przez Urząd Miejski w Białymstoku, zostały przeprowadzone w latach 1994–1996. Głównym elementem powstałego założenia o wymiarach 40 × 70 metrów stał się mur uskokowy o długości 120 metrów, w który wkomponowano 262 fragmenty nagrobków.

## Kwatera wojenna

Pomnik w mauzoleum

We wschodniej części cmentarza powstała ogrodzona kwatera żołnierzy poległych w I wojnie światowej licząca 210 mogił, otoczona krzewami. Centralną jej częścią jest murowane ceglane mauzoleum z wykonanym z granitu pomnikiem zwieńczonym hełmem. Na obelisku umieszczono inskrypcję o treści:
„WIR SIND / EIN VOLK VOM / STROM DER ZEIT / GESPRÜHT ANS / ERDENENDE / VOLL KUMMER U / VOLLHERZELEID / BIS HEIM UNS / HOLT DER HEILAND / DAS VATERHAUS / IST IMMER NAH / WIE WECHSELND / AUCH DIE LOOSE / ES IST DAS KREUTZ / AUF GOLGHATA / HEIMAT FÜR / HEIMATLOSE”.
Mauzoleum oraz kwatera zostały wyremontowane w latach 1994–1996.